# Lorenzo Montano
Lorenzo Montano, pseudonimo di Danilo Lebrecht (Verona, 19 aprile 1893 – Les Planches, 28 agosto 1958), è stato uno scrittore e poeta italiano.

## Biografia
Danilo Lebrecht (cominciò a usare lo pseudonimo "Lorenzo Montano" a partire dal 1918) nacque da Carlo Lebrecht, imprenditore austriaco di origine polacca, e da Rosa Prister, di nazionalità russa, una donna ricca di interessi culturali. Il padre apparteneva a una famiglia israelita, che agli inizi dell'Ottocento si era stabilita a Belfiore, in provincia di Verona, dove aveva avviato un'attività industriale alquanto redditizia. Anche Guglielmo, fratello di Carlo, aveva realizzato una solida posizione socio-economica e viveva in Valpolicella, nella villa Lebrecht di San Floriano, dove si svolgevano frequenti iniziative culturali. Pertanto Danilo (il futuro Lorenzo Montano) visse gli anni dell'infanzia e dell'adolescenza in un ambiente privilegiato, del quale però il suo spirito libero sentì più il peso che i vantaggi.
Dopo aver frequentato il liceo "Maffei" di Verona, iniziò a Firenze la sua collaborazione a «Lacerba», con piena adesione alle idee-guida "rivoluzionarie" di quella rivista, e incontrò personaggi fortemente caratterizzati come Giovanni Papini, Ardengo Soffici, Campana e Palazzeschi. Lo stile e il temperamento di quest'ultimo gli erano congeniali: «La squisitezza e l'urbanità dei suoi modi era unita ad un che di stabilmente fantastico, a una delicata bizzarria d'umore che era la vena stessa della sua poesia.» Del Papini invece annotò: «Non entrai mai in confidenza con Giovanni Papini, per via d'un suo modo di far cascare le cose dall'alto.» Sulle pagine della rivista Lacerba pubblicò tredici poesie e prose liriche, tra il dicembre 1914 e il maggio 1915.
Allo scoppio della prima guerra mondiale, combatté in prima linea come sottotenente dei granatieri in Sardegna. Dimostrò coraggio, ma anche un chiaro distacco critico: «Pacifisti o marziali, entusiasti o imprecanti, storici, cronisti, politici, poeti: a nessuno [...] riesce di toccare quei luoghi veramente estremi del sentimento e della ragione (...)». Dal fronte fu rimandato a Roma per motivi di salute. Qui conobbe e strinse amicizia con Emilio Cecchi. Sempre a Roma, Vincenzo Cardarelli nel 1919 lo cooptò tra i fondatori della rivista «La Ronda», "malgrado" la sua provenienza lacerbiana, che «era il contrario di una raccomandazione, ai suoi occhi»
Nel periodo rondesco, indi fino -almeno- al 1928 e forse anche a tutela dell'azienda di famiglia, la sua adesione al regime fascista non ebbe riserve, al punto da defirlo come «il massimo esperimento nel mondo per risolvere il disagio degli Stati moderni». Inoltre, con quella propensione all'ironia che ritroviamo anche nei suoi racconti, Montano non aveva esitato a dissacrare l'aula del Parlamento e lo stesso Giolitti. In quello stesso periodo sposò Mary Ellis, una signora inglese alla quale lo legò un amore duraturo.
In seguito alla promulgazione delle leggi razziali, espatriò a Londra. Dopo i primi bombardamenti aerei subiti da quella città nella seconda guerra mondiale e più tardi da lui rievocati, si rifugiò per qualche tempo nell'isola di Man. Sempre a Londra, fu direttore - tra il 1943 e il 1945 - de Il Mese, una rassegna di stampa internazionale che più tardi ebbe diffusione anche in Italia.
Pur continuando a occuparsi della vita letteraria italiana, Montano trascorse gli anni del dopoguerra tra Inghilterra, Francia e Svizzera. In quel periodo si dedicò alla raccolta di svariati suoi scritti in versi e in prosa. Nel 1957 la sua raccolta A passo d'uomo fu proposta per il Premio Bagutta, che gli fu assegnato l'anno successivo. Eugenio Montale, a lui legato da stima e amicizia «nei limiti possibili a due temperamenti egualmente schivi», volle ricordare la «gratitudine e trepidazione d'animo» con cui Montano, pur frastornato dalla cerimonia, ricevette quel premio.
Morì il 27 agosto di quello stesso anno del premio letterario, a Glion presso Montreux, in territorio svizzero. Qualche mese prima era avvenuta la morte prematura della moglie, che lo aveva lasciato letteralmente «in pezzi».

## Gli interessi letterari
Fu tra i fondatori della rivista La Ronda nella quale, oltre a pubblicare vari saggi e ad anticipare i primi capitoli dell'Itinerario di un bighellone (che sarebbe stato poi stato integralmente rifuso nel Viaggio attraverso la gioventù, romanzo di grande impegno stilistico ed elaborazione di rara genialità affabulatoria) curava la rubrica "Commento alla cronaca", composta da aforismi ed altre osservazioni anche facete, che poi confluirono, in parte, nella raccolta Il perdigiorno. Anteguerra fu collaboratore delle riviste La Voce e Lacerba. Studioso della prosa italiana dei Seicento e del Settecento, si dedicò in maniera particolare all'opera di Lorenzo Magalotti., del quale curò una pregevolissima edizione delle più belle pagine per Treves. Nel 1929 ricominciò a collaborare con la Mondadori, in qualità ora di consulente editoriale, promuovendo la crescita di importanti collane ("I gialli", "La Medusa", "I libri verdi").
La sua opera maggiore è Viaggio attraverso la gioventù, un romanzo di formazione in cui Montano esibisce una prosa in bilico tra critica, narrativa e poesia.
Montano è stato anche traduttore. Tra gli autori da lui proposti in italiano: Voltaire e Stéphane Mallarmé, dal francese, Aldous Huxley e T.S. Eliot, dall'inglese, e Thomas Mann, Franz Kafka e Goethe, dal tedesco.

## Opere

### Poesia
- Discordanze, Firenze, La Voce, 1915.
- Per piffero (o Ariette per piffero), La Spezia, 1917 (ed. privata di 75 esemplari).
- Il figlio di Marte, in L'Ardire, 1º febbraio 1924.

### Narrativa
- Viaggio attraverso la gioventù secondo un itinerario recente, Milano, Mondadori, 1923 (altra edizione: Milano, Rizzoli, 1959 - con un saggio di Aldo Camerino-; altra edizione: Bergamo, Moretti & Vitali, 2007 - con un saggio di Flavio Ermini).

### Raccolte
- Il perdigiorno. Con una lettera agli amici della "Ronda", Bologna, L'italiano editore, 1928.
- Carte nel vento. Scritti dispersi, Firenze, Sansoni, 1956.
- A passo d'uomo e altri ritagli, Padova, Rebellato, 1957.
- Pagine inedite, Verona, Stamperia Valdonega, 1960 (ed. privata di 100 esemplari).

## L'istituzione del Premio Lorenzo Montano
Nel 1986, A Verona, è stato istituito il Premio di poesia Lorenzo Montano, intorno a cui si sono riuniti e succeduti nel corso degli anni, Tullio De Mauro, Franco Ferrarotti, Sergio Givone, Romano Luperini, Francesco Muzzioli, Luigi Pestalozza, Franco Rella, Vittorio Sgarbi, Carlo Sini.